# 東方歐雅魚
東方歐雅魚（學名：Squalius anatolicus）為輻鰭魚綱鯉形目雅羅魚科的其中一種，分布於亞洲土耳其中部淡水流域，體長可達21.9公分，生活習性不明。